# Meliobba
Meliobba é um género de gastrópode  da família Camaenidae.
Este género contém as seguintes espécies:
- Meliobba shafferyi